# Port lotniczy Manchester-Boston
Port lotniczy Manchester-Boston (IATA: MHT, ICAO: KMHT) – port lotniczy położony w Manchester, w stanie New Hampshire, w Stanach Zjednoczonych.